# Jaume Barrachina
Jaume Barrachina Navarro (Barcelona, 1951-Barcelona., 20 de octubre de 2020) fue un historiador de arte español.

## Biografía
Barrachina era licenciado en Historia del arte por la Universidad Autónoma de Barcelona (1975). Fue conservador y director del Museo del Castillo de Peralada y del patrimonio cultural del castillo desde 1975. Además, fue autor de varios libros y artículos centrados especialmente en las artes decorativas y el medievalismo.
Fue responsable del inventario de las obras de arte del Castillo de Peralada entre 1975 y 1977 y del plan museológico del Museo Monográfico del Castillo Viejo de Llinars, yacimiento que ya había estudiado en profundidad y que presentó como tesis de grado. Fue el organizador del X Congreso de la Asociación Internacional de la Historia del Vidrio (1985) y el editor de la versión española de la colección El mundo de las antigüedades, además de ser colaborador y articulista de revistas artísticas como Estudios Pro-Arte, De Museus o del Boletín del Museo Nacional de Arte de Cataluña, entre otras muchas.

## Obras
- Llibre de l'art de cuynar: primera edició d'un manuscrit gironí de l'any 1787 / fra Sever d'Olot; presentación y edición a cargo de Jaume Barrachina. [Perelada]: Biblioteca del Palau de Perelada, 1982.
- El Castell de Llinars del Vallès: un casal noble a la Catalunya del segle XV. [Barcelona]: Abadia de Montserrat, 1983.
- Peralada: guia del visitant. Peralada: Ayuntamiento de Peralada, 1998
- La Col·lecció somiada: escultura medieval a les col·leccions catalanes [catálogo de la exposición]. Barcelona: Museo Frederic Marés, 2002
- Els Comtes de Peralada-Mallorca [catálogo de la exposición]. Peralada: Associació Cultural Castell de Peralada; Archivo del Reino de Mallorca, 2012
- Damià Mateu i Bisa (1864 – 1935): empresari, promotor i col·leccionista, Peralada: Associació Cultural Castell de Peralada, 2014.[5]